# Naser Malek Motiei
Naser Malek Motiei (29 de março de 1930 - 25 de maio de 2018) foi um ator e diretor de cinema iraniano. Ficou conhecido por atuar em vários filmes e programas de televisão.
Nascido em Teerã em 1930, estudou Educação Física no Centro de Educação Superior de Teerã e seguiu carreira de docente no teatro em escolas primárias de Teerã. Ele trabalhou em numerosos filmes como Baba Shamal e Toqi de Ali Hatami e Qeisar de Masud Kimiai. Todos esses filmes foram produzidos antes da vitória da Revolução Islâmica em 1979. 
Seu funeral no Irã foi marcado por uma procissão, atraindo milhares de pessoas e repercutindo na mídia. Embora as autoridades tenham autorizado a realização do grande funeral, foram proibidos discursos para que não fosse manifestado nenhum tom político, principalmente contra o regime implantado no país.

## Filmografia
- 1949 Vareiteh bahar
- 1950 Vagabond
- 1952 The Enchanter
- 1955 The Crossroad of Events
- 1956 Accusation
- 1956 Seventeen Days to Execution
- 1958 Broken Spell
- 1958 The Runaway Bride
- 1959 The Twins
- 1959 Woman's Enemy
- 1960 Quiter Before the Storm
- 1960 The Stars Glitter
- 1960 The Number One Body
- 1961 Bitter Honey
- 1961 The Bum
- 1961 Uncle No-Ruz
- 1962 The Merchants of Death
- 1962 The Shadow of Fate
- 1962 The Velvet Hat
- 1963 Aras Khan
- 1963 Men and Roads
- 1963 The Polite Ones
- 1964 Abraham in Paris
- 1964 The Pleasures of Sin
- 1965 A Perfect Gentleman
- 1966 Running Away from Truth
- 1966 Hashem khan
- 1966 Hossein Kord Shabestari
- 1969 Gheysar
- 1969 Kölen Olayim
- 1970 Avare asik
- 1970 Wood Pigeon (Toghi) – dirigido por Ali Hatami
- 1970 Dancer of City
- 1970 The Coin of Luck
- 1971 A Hut across the River
- 1971 Baba Shamal
- 1971 Gholam Zhandarm
- 1971 Kako
- 1971 Knucklebones
- 1971 Looti
- 1971 Noghre-dagh
- 1971 Pahlevan Mofrad
- 1971 The Bridge
- 1972 Ghalandar
- 1972 Mehdi in Black and Hot Mini Pants
- 1973 Sheikh Saleh
- 1973 Riot
- 1974 Agha Mehdi Vared Mishavad
- 1974 Oosta Karim Nokaretim
- 1974 Salat-e zohr
- 1974 Ten Little Indians
- 1974 Soltan-e Sahebgharan (mini-series)
- 1974 Torkaman
- 1975 Golden Heel
- 1976 Southern Fire
- 1976 Idol
- 1976 Deprem
- 1977 Baraj
- 1977 Sine-chak
- 1982 The Imperilled
- 2014 Negar's Role